# Петренко, Григорий Алексеевич
Григорий Алексеевич Петренко  (1909—1941) — стрелок 4-й роты 2-го батальона 1075-го стрелкового полка 316-й стрелковой дивизии 16-й армии Западного фронта, красноармеец, Герой Советского Союза.

## Биография
Родился 22 ноября 1909 года в селе Черныши (современная Черкасская область Украины) в крестьянской семье, украинец. Окончил начальную школу, работал в колхозе. 
С 1933 года работал в Соликамске, Пржевальске, селе Сазоновка (современный Кыргызстан).
В июле 1941 года Григорий Петренко был призван в Красную Армию и отправлен на фронт. 16 ноября 1941 года у разъезда Дубосеково Волоколамского района Московской области в составе группы истребителей танков участвовал в отражении многочисленных атак противника, было уничтожено 18 вражеских танков. Это сражение вошло в историю, как подвиг 28 героев-панфиловцев. В этом бою Григорий Петренко погиб.
Указом Президиума Верховного Совета СССР «О присвоении звания Героя Советского Союза начальствующему и рядовому составу Красной Армии» от 21 июля 1942 года за «образцовое выполнение боевых заданий командования на фронте борьбы с немецкими захватчиками и проявленные при этом отвагу и геройство» удостоен посмертно звания Героя Советского Союза.

## Память
- Имя Григория Петренко было присвоено теплоходу.
- В 1966 году в Москве в честь панфиловцев была названа улица в районе Северное Тушино, где установлен монумент.
- В их честь в 1975 году также был сооружен мемориал в Дубосеково.
- В деревне Нелидово (1,5 км от разъезда Дубосеково), установлен памятник и открыт Музей героев-панфиловцев.
- В городе Алма-Ата, родном для панфиловцев, есть парк имени 28 гвардейцев-панфиловцев, в котором расположен монумент в их честь.
- Упоминание о 28 «самых храбрых сынах» Москвы вошло также в песню «Дорогая моя столица», ныне являющуюся гимном Москвы.